# Брюэр, Уильям Генри
Уи́льям Ге́нри Брю́эр (англ. William Henry Brewer; 14 сентября 1828 — 2 ноября 1910) — американский ботаник, профессор химии, профессор геологии, профессор сельского хозяйства, почётный профессор, доктор юридических наук.

## Биография
Уильям Генри Брюэр родился в штате Нью-Йорк 14 сентября 1828 года.
Брюэр заинтересовался химией и тем, как она может быть применена к сельскому хозяйству.
Он был профессором химии и геологии в Вашингтонском колледже в Пенсильвании.
С 1860 по 1864 год Брюэр был первым помощником Геологической службы Калифорнии и провёл широкие ботанические исследования областей, которые были ещё в значительной степени неизученными.
В 1864 году Уильям Генри Брюэр стал профессором сельского хозяйства. Он был профессором сельского хозяйства в Йельском университете и занимал эту должность в течение почти сорока лет.
В 1880 году Брюэр получил степень доктора философии.
В 1910 году он стал доктором юридических наук.
Уильям Генри Брюэр умер 2 ноября 1910 года.

## Научная деятельность
Уильям Генри Брюэр специализировался на папоротниковидных и на семенных растениях.
В честь него названа Ель Бревера, редкий вид с северо-запада США.

## Публикации
- Up and Down California[3].